# 2752 Wu Chien-Shiung
A 2752 Wu Chien-Shiung (ideiglenes jelöléssel 1965 SP) a Naprendszer kisbolygóövében található aszteroida. A Bíbor-hegyi Obszervatórium fedezte fel 1965. szeptember 20-án.